# سرخس باتلاقی باریو کارکاس
سرخس باتلاقی باریو کارکاس (نام علمی: Thelypteris verecunda) نام یک گونه از سرده سرخس باتلاقی است.